# 병자호란 전투 목록
병자호란 전투 목록을 모두 시간순으로 정리했다. 전투일자는 양력으로 표시했다.

## 1637년
- 동선령 전투 : 1월 8일~1월 19일
- 남한산성 공방전 : 1월 9일~ 1월 24일
- 검단산 전투 : 1월 11일~1월 18일
- 토산 전투 : 1월 19일~1월 21일
- 험천 전투 : 1월 21일
- 철옹성 전투 : 1월 23일~1월 28일
- 쌍령 전투 : 1월 26일
- 광교산 전투 : 1월 28일~ 1월 31일
- 강화도 방어전 : 2월 15일~ 2월 16일
- 김화 전투 : 2월 20일~2월 23일